# Окснард-Філд
Окснард-Філд (англ. Oxnard Field) (в різні часи відомий, як аеропорт Альбукерке, або армійський аеродром Альбукерке) — колишній аеропорт, був першим летовищем в Альбукерке (Нью-Мексико, США). Воно служило центром комерційної авіації в Альбукерке з 1928 по 1929 рік і використовувалося для інших цілей до 1948 року. Аеропорт знаходиться на схід від теперішнього міжнародного аеропорту Альбукерке.